# Irmfried Eberl

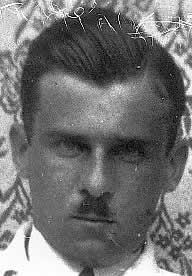
Irmfried Eberl (1930er Jahre)

Irmfried Georg Rolf Eberl (* 8. September 1910 in Bregenz, Vorarlberg; † 16. Februar 1948 in Ulm) war ein deutsch-österreichischer Arzt und von 1940 bis 1942 medizinischer Leiter der Tötungsanstalten Brandenburg und Bernburg im Rahmen der Aktion T4 und anschließend im Sommer 1942 erster Leiter des Vernichtungslagers Treblinka im Rahmen der Aktion Reinhardt.

## Leben

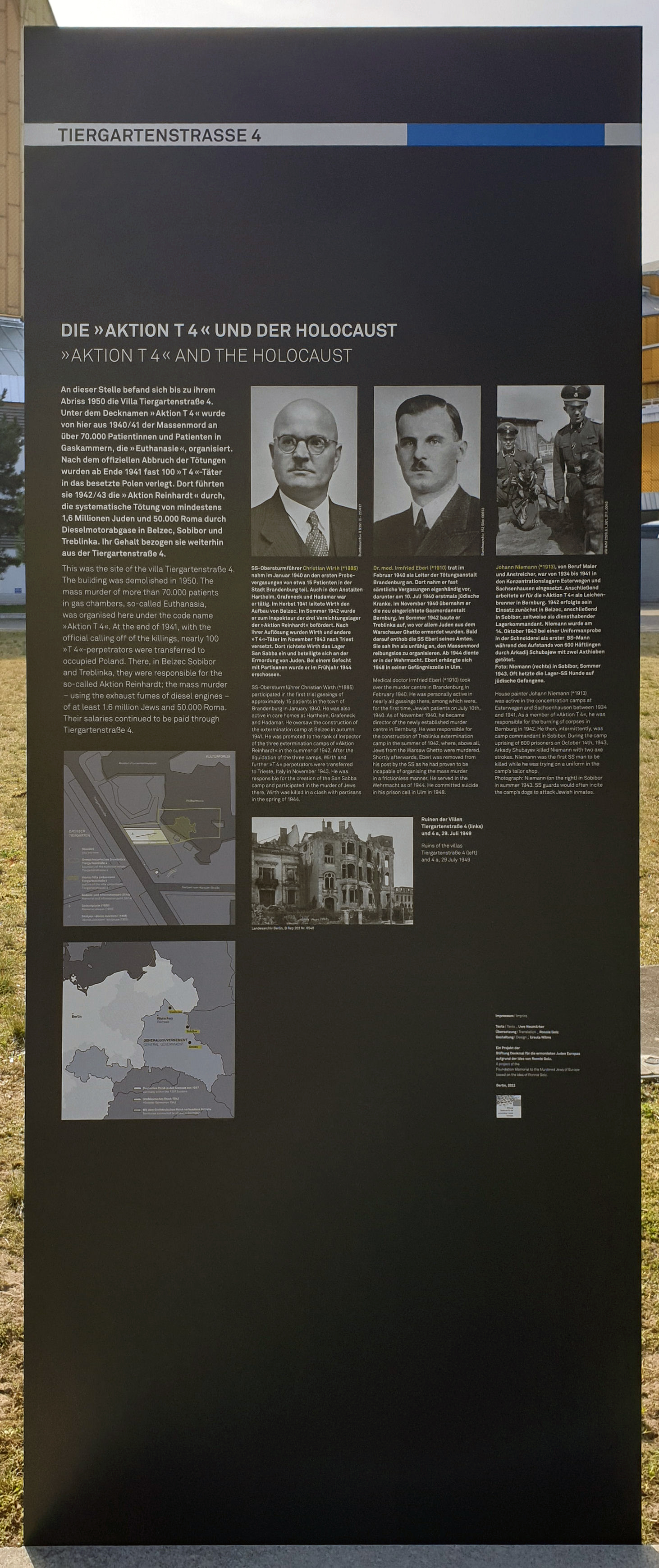
Gedenktafel, Tiergartenstraße 4, in Berlin-Tiergarten

### Kindheit in Bregenz und Studium in Innsbruck
Irmfried Eberl wurde als zweites von drei Kindern des Ingenieurs Franz Joseph Eberl und dessen Frau Theresia Josefine, geb. Zannier, in Bregenz geboren. Eberls Eltern waren aufgrund ihrer deutschnationalen Gesinnung vom Katholizismus zur Evangelischen Kirche konvertiert, da ihnen die katholische Kirche zu „romhörig“ erschien. Die nationalsozialistische Einstellung seines Vaters führte zu dessen Entlassung als Gewerbeinspektor für Vorarlberg aus dem österreichischen Staatsdienst. Irmfrieds ältester Bruder, Harald Eberl, war Mitbegründer der schlagenden Mittelschulverbindung "Nibelungia" in Bregenz.
Von 1928 an studierte Eberl Medizin an der Universität Innsbruck. Zum 8. Dezember 1931 trat er der NSDAP bei (Mitgliedsnummer 687.095). Ebenso war er wie sein Bruder Harald Mitglied der deutschnationalen und schlagenden Innsbrucker akademischen Burschenschaft Germania in der Deutschen Burschenschaft.

### Arzt in Österreich und Deutschland
Im Februar 1935 promovierte er zum Dr. med. und arbeitete in der Krankenanstalt Rudolf-Stiftung in Wien und an der Lungenheilstätte Grimmenstein als Assistenzarzt. Seine NSDAP-Mitgliedschaft verhinderte eine unbefristete Beschäftigung in Österreich, so dass er 1936 nach Deutschland ging. In seinem Lebenslauf vom 4. November 1934 berichtete er über seine Studienzeit in Innsbruck:

„Vom Sommersemester 1932 bis zur Auflösung der Deutschen Studentenschaft Innsbrucks im Mai 1933 war ich Leiter des Amtes für Leibesübungen im Auftrage des Nationalsozialistischen Deutschen Studentenbundes (NSDStB). Im Jänner 1933 wurde ich bei der Asta-Wahl als Vertreter des NSDStB in die Innsbrucker Studentenkammer gewählt. Außerdem gehörte ich dem Motorsturm I und anschließend dem SA-Sturm 14 an. Aus diesem Grunde wurde mir von der österreichischen Regierung die Einstellung als Arzt … verweigert.“

Nach kurzen Anstellungen am Deutschen Hygiene-Institut in Dresden, im Amt für Volkswohlfahrt im Gau Magdeburg-Anhalt in Dessau, in der Lungenheilstätte Sanatorium Birkenhaag in Berlin-Lichtenrade und am Rettungsamt der Stadt Berlin wechselte Eberl als wissenschaftliches Mitglied an das Hauptgesundheitsamt in Berlin, wo er eine längere Beschäftigung fand.
Nach der Trennung von seiner langjährigen Partnerin und Verlobten Emmy Begus heiratete er am 23. Juni 1937 in Bregenz in erster Ehe Ruth Rehm (1907–1944) aus Ulm, die als Abteilungsleiterin im Frauenamt der Deutschen Arbeitsfront (DAF) und als Gaufrauenwalterin der DAF-Auslandsorganisation der NSDAP tätig war.

### Leiter in den Tötungsanstalten Brandenburg und Bernburg
Im Jänner 1940 nahm er mit anderen T4-Ärzten an der ersten „Probevergasung“ von Kranken in der Heilanstalt Brandenburg teil. Am 1. Februar 1940 bekam Eberl eine offizielle Anstellung bei der „Gemeinnützigen Stiftung für Anstaltspflege“ (einer Tarngesellschaft der T4-Organisation) und trat seinen Dienst als Leiter der NS-Tötungsanstalt Brandenburg an. Dort nahm er, soweit anwesend, sämtliche Vergasungen eigenhändig vor. Sein erhaltener Taschenkalender zeigt, dass er am 10. Juli zum ersten Mal jüdische Kranke vergaste.
Im November 1940 übernahm er nach Auflösung der Anstalt Brandenburg im Oktober 1940 als Leiter die neu errichtete NS-Tötungsanstalt Bernburg und wechselte mit dem Personal der Brandenburger Anstalt dorthin. Hier verfasste Eberl für die „Euthanasie“-Ärzte ein Kompendium mit 61 Mustergutachten von möglichst glaubhaften natürlichen Todesursachen.

### Kommandant im Vernichtungslager Treblinka
Im Rahmen der „Organisation Todt“ wurde Eberl im Jänner 1942 als Lazarettarzt in Minsk an der Ostfront für die Versorgung und den Transport von Verwundeten in rückwärtige Lazarette eingesetzt.
Im Anschluss an diesen Einsatz arbeitete er für die Aktion Reinhardt. Wie er in einem Brief mitteilte, hielt er sich am 24. April 1942 im fertiggestellten, aber noch nicht eröffneten Vernichtungslager Sobibor auf, offenbar um als für Treblinka vorgesehener Lagerleiter an der zur selben Zeit stattfindenden „Probevergasung“ teilzunehmen. Spätestens seit Juni 1942 hielt er sich beim SS- und Polizeiführer in Warschau auf, um sich um die Materialanforderungen für das neue Vernichtungslager Treblinka zu kümmern. Ende des Monats schrieb er an seine Frau:

„Die letzten Tage waren eine tolle Hetzjagd, umsomehr als sich die Aufbauarbeiten dem Ende nähern und wir den Termin, 1.7. nicht halten können, aber nur so wenig als möglich überschreiten wollen. […] Im Laufe dieser Woche werde ich dann endgültig nach T. übersiedeln. Meine dortige Anschrift ist: SS-Untersturmführer Dr. Eberl, Treblinka b/Malkinia, SS-Sonderkommando.“

Am 22. Juli 1942 begann die Liquidierung des Warschauer Ghettos. Am folgenden Tag trafen die ersten jüdischen Opfer aus Warschau in Treblinka ein. Eine Woche später schrieb Eberl seiner Frau:

„Daß ich in der letzten Zeit etwas wenig geschrieben habe weiß ich, konnte dies aber nicht ändern, da die letzten Warschauer Wochen von einer Hetze begleitet waren, die unvorstellbar war, ebenso hat hier in Treblinka ein Tempo eingesetzt, das geradezu atemberaubend ist. Wenn ich vier Teile hätte und der Tag 100 Stunden, dann würde das wahrscheinlich auch noch nicht ganz reichen.“

Ende August 1942 kam es in Treblinka zu einem Zusammenbruch der Tötungsmaschinerie. Tausende von Leichen lagen im ganzen Lagerbereich umher, das Lagerpersonal kam mit dem Verscharren in Massengräbern nicht mehr hinterher. Seine herbeigeeilten Vorgesetzten Odilo Globocnik (beauftragt mit der Durchführung der Aktion Reinhardt im Generalgouvernement) und Christian Wirth (Inspekteur der Vernichtungslager) machten Eberl für die im Lager herrschenden Zustände verantwortlich. Eine Dienst-Suspension folgte, seinen Posten übernahm der aus Sobibor herbeigerufene Lagerleiter Franz Stangl.
Eberl hatte danach wieder in Bernburg Diensteinsätze. Unbekannt ist seine Tätigkeit nach Auflösung dieser Anstalt Ende Juli 1943. Die Einberufung zur Wehrmacht erfolgte zum 31. Jänner 1944, er wurde beim Grenadier-Ersatz- und Ausbildungsbataillon 203 in Berlin-Spandau ausgebildet. Dokumentarisch belegt ist eine Genehmigung vom 1. Juni 1944 der Volksdeutschen Mittelstelle zum Erwerb von Devisen und eine Dienstreise im Auftrag der Reichsregierung in die Slowakei im Juli 1944.
Seine erste Frau Ruth starb am 30. Juli 1944 in Marienbad. Im Jänner 1945 rückte Eberl als Arzt zum Panzergrenadier-Lehrregiment 902 in Luxemburg ein und geriet nach drei Monaten in amerikanische Gefangenschaft. Im Kriegsgefangenenlager Dietersheim (Bingen am Rhein) versah er Dienst in der Tuberkulose-Abteilung.

### Nach 1945
Am 6. Juli 1945 wurde Eberl aus der Kriegsgefangenschaft entlassen. Danach ließ sich der mittellose Eberl als Arzt im schwäbischen Blaubeuren bei seinen Schwiegereltern nieder, wo er zunächst ungestört praktizieren konnte und im Oktober 1946 zum zweiten Mal heiratete. Seine zweite Frau Gerda Friederike Eberl, geb. Poppendieck, gebar am 12. Mai 1947 einen Sohn, Immo Eberl. Im Sommer 1947 wurde die Generalstaatsanwaltschaft Stuttgart von den amerikanischen Militärbehörden auf einen in Blaubeuren niedergelassenen Arzt mit dem Namen des ehemaligen Leiters der „Euthanasie“-Anstalt Bernburg aufmerksam gemacht. Eine Vernehmung Eberls durch amerikanische und deutsche Dienststellen brachte keine Aufklärung. Nach Kontaktaufnahme mit der Staatsanwaltschaft im sowjetisch besetzten Bernburg bat diese am 30. Dezember 1947 um die Verhaftung von Eberl. Er kam am 8. Jänner 1948 in Untersuchungshaft für die amerikanische Militärregierung. Eine Klärung seiner Identität war jedoch nicht möglich.
Am 17. Jänner 1948 wurde Eberl von der ehemaligen Bernburger Krankenschwester Erna Schwarz auf einem vorgelegten Fahndungsfoto identifiziert. Auch eine früher in der „Euthanasie“-Anstalt Grafeneck tätige Schwester erkannte bei einer Vernehmung durch das Landeskriminalpolizeiamt Tübingen am 9. Februar 1948 Eberl auf einer ihr vorgelegten Fotografie wieder.
Als Eberl am 15. Februar 1948 von einem Mitgefangenen auf das 1946 erschienene Buch „Der SS-Staat“ von Eugen Kogon und den darin erwähnten gleichnamigen Arzt angesprochen wurde, entschloss er sich wohl zum Suizid, den er am nächsten Tag, dem 16. Februar 1948, durch Erhängen in seiner Gefängniszelle in Ulm ausführte. Zu diesem Zeitpunkt hatten die Ermittlungsbehörden immer noch keine Kenntnis von der wahren Identität des toten Untersuchungsgefangenen.

## Dokumentationen
- Geschichte: Irmfried Eberl – der Mörder im Weißen Kittel, Sendung von Niklas Fischer und Hannes Liebrandt, 13. August 2021, ARD Audiothek (Bayern 2)